# Rhamnidium caloneurum
Rhamnidium caloneurum är en brakvedsväxtart som beskrevs av Paul Carpenter Standley. Rhamnidium caloneurum ingår i släktet Rhamnidium och familjen brakvedsväxter. Inga underarter finns listade i Catalogue of Life.